# No Matter What (T.I.)
No Matter What (in italiano: "Non importa cosa") è una canzone del rapper statunitense T.I. contenuta nel sesto album "Paper Trail". È stata prodotta da Danja ed è stata pubblicata negli Stati Uniti il 29 aprile 2008 in promozione dell'album, mentre il 6 maggio è stata pubblicata su iTunes. Non è considerata il primo singolo ufficiale estratto dall'album, che è invece "Whatever You Like".

## Informazioni
La canzone è caratterizzata da un ritmo piuttosto lento, abbastanza inusuale per quanto concerne lo stile dell'artista. T.I. canta di come si sia ormai risollevato dagli ultimi sfortunati eventi accadutigli, come ad esempio la condanna al carcere per il possesso illegale di armi da fuoco.
"No Matter What" ha raggiunto la posizione n.72 nella Billboard Hot 100, la n.42 nella Hot R&B/Hip-Hop Songs e la n.17 nella Hot Rap Tracks.
Agli MTV Video Music Awards del 2008 ha inoltre ricevuto una nomination per la categoria "Best Male Video" ("Migliore video maschile"), la quale è stata poi vinta dal "With You" di Chris Brown.

## Videoclip
Il videoclip è stato girato ad Atlanta, in Georgia. Il 27 giugno ha debuttato sul programma "FNMTV" di "MTV" e il 2 luglio ha fatto invece il suo ingresso nella classifica "106 & Park" della rete televisiva via cavo "BET".
L'ambientazione è molto semplice. T.I. rappa in una stanza buia, illuminata solo dalla luce di un proiettore che trasmette, su uno schermo poco distante, le immagini dei vecchi videoclip e concerti del rapper. Verso la fine del video, la stanza viene occupata da molte persone, che accerchiano T.I. mentre questi continua a cantare.

## Posizioni in classifica
| Chart (2008)                                  | Posizione massima |
| --------------------------------------------- | ----------------- |
| Billboard Hot 100 (USA)                       | 72                |
| Billboard Hot R&B/Hip-Hop Songs (USA)         | 42                |
| Billboard Hot Rap Tracks (USA)                | 17                |
| Billboard Mainstream R&B/Hip-Hop (USA)        | 32                |
| Billboard Billboard Canadian Hot 100 (Canada) | 66                |